# Európa Énekel 2014
Az Európa Énekel 2014 egy kórusfesztivál volt, melynek Ausztria fővárosa, Bécs adott otthont. A helyszín a bécsi Rathausplatz volt. A fesztiválra 2014. május 9-én került sor.

## A helyszín és a fesztivál

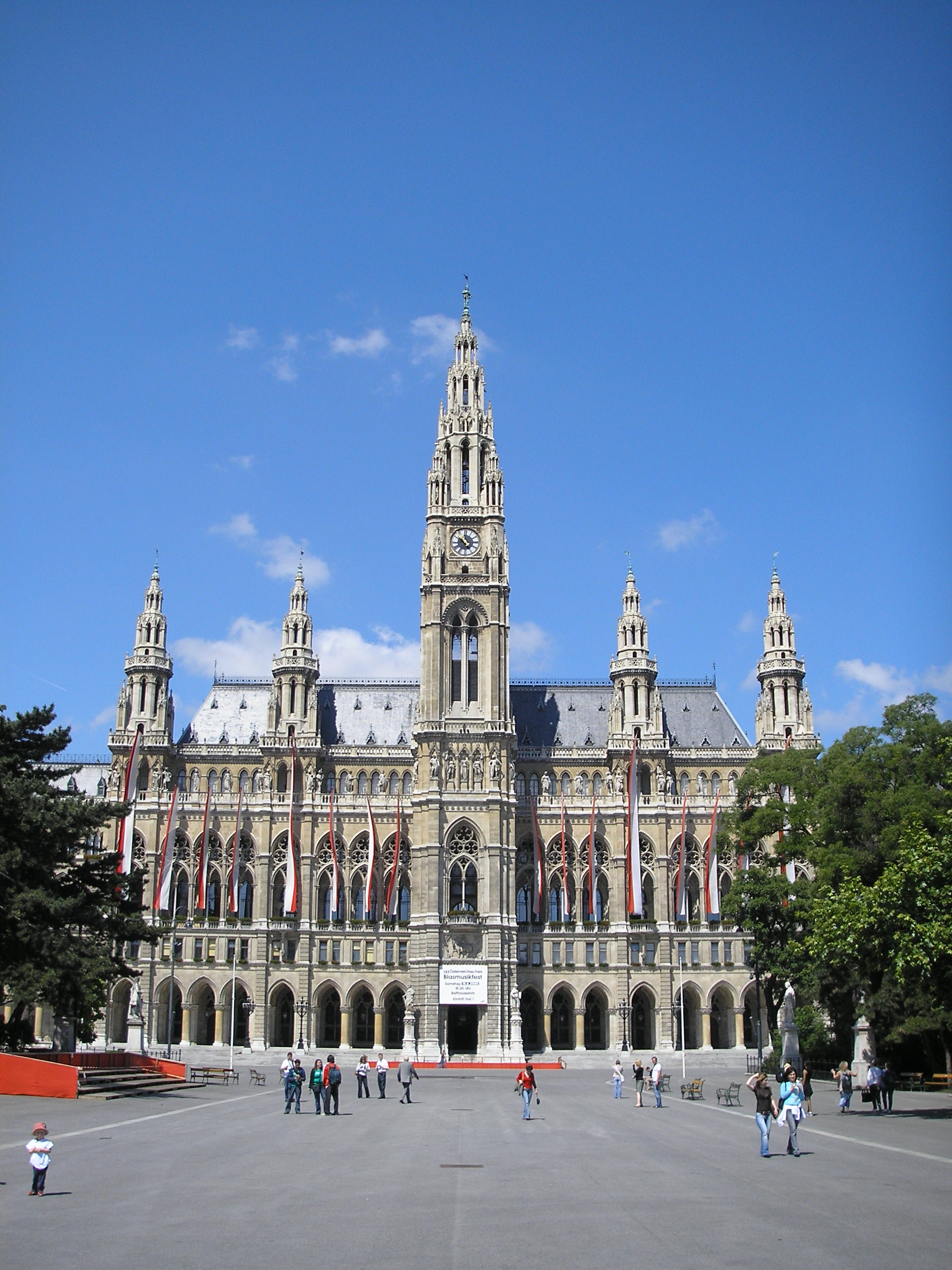
A fesztivál helyszíne, a Rathausplatz

A fesztivál pontos helyszíne az Ausztria fővárosában, Bécsben található Rathausplatz volt, amely körülbelül 45 000 néző néző befogadására alkalmas, mivel ez egy szabadtéri helyszín.
Az Európa Énekel a többi eurovíziós eseménnyel ellentétben nem egy verseny, hanem egy fesztivál, ahol a nevező országok által választott kórusok kórusműveket mutatnak be.
A fesztivál nyitányaként az Arnold Schoenberg Kórus előadta Giuseppe Verdi Messa da Requiemjének Dies irae-tételét.
Mivel Riga Európa kulturális fővárosa 2014-ben, ezért a lett kórus előadása után kapcsolták a lett fővárost, ahol négy hagyományos lett népviseletbe öltözött kórus (Austrums, Balsis, Emīls Dārzinš Vegyeskórusa és Maska) adta elő Alfrēds Kalniņš Dziedot dzimu, dziedot augu!, illetve Anita Kupriša Ģērbies, saule, sudrabota című művét. A kórust Edgars Raginskis és Karīna Rubene konferálta fel.
A nyolc részt vevő ország kórusai az Arnold Schoenberg Kórussal kiegészülve, Erwin Ortner vezetésével előadták Michael Praetorius Viva la musica című szerzeményét. Az előadásba a közönséget is bevonták.
Ezt követően a kórusok, az Arnold Schoenberg Kórussal együtt, egy Arnold Schönberg-művet, az Ein Überlebender aus Warschaut adták elő, melyben az egyik műsorvezető, Cornelius Obonya is részt vett. Emellett elénekelték Gustav Mahler 2. szimfóniáját, végül Ludwig van Beethoven 9. szimfóniájának utolsó tételét, az Örömódát is.
Emellett a német Vox Bona és a horvát Concordia Discors előadta Wolfgang Amadeus Mozart Thamosz, Egyiptom királya című művének utolsó tételét (Ihr Kinder des Staubes, erzittert), a francia La Maîtrise de Paris és a Bolgár Nemzeti Rádió Vegyeskórusa pedig Georg Friedrich Händel Messiásának Halleluja részét, továbbá az első hat fellépő Verdi Nabuccójának egy részletét.

## A résztvevők
Ausztria, Bulgária, Finnország, Franciaország, Horvátország, Lettország, Litvánia és Németország kórusai vettek részt a rendezvényen.

## Térkép

Részt vevő országok

## Egyéni előadások
| #  | Ország        | Kórus                             | Kórusmű (Szerző)                                      |
| -- | ------------- | --------------------------------- | ----------------------------------------------------- |
| 01 | Németország   | Vox Bona                          | „Iuppiter” (Michael Ostrzyga)                         |
| 02 | Horvátország  | Concordia Discors                 | „Zagorska pesma” (Josip Štolcer-Slavenski)            |
| 03 | Franciaország | La Maîtrise de Paris              | „Sous le ciel de Paris” (Hubert Giraud, Jean Dréjac)  |
| 04 | Bulgária      | Bolgár Nemzeti Rádió Vegyeskórusa | „Vranejat sze vrani kone” (Ljubomir Pipkov)           |
| 05 | Finnország    | Euga Férfikórus                   | „Legenda” (Einojuhani Rautavaara)                     |
| 06 | Lettország    | Sōla                              | „Mēs pārtiekam viens no otra” (Juris Kulakovs)        |
| 07 | Litvánia      | Liepaitės                         | „Ein bernelis per laukel į” (Kristina Vasiliauskaitė) |
| 08 | Ausztria      | Coro Siamo                        | „Kuka nukkuu tuutussasi” (Anna-Mari Kähärä)           |

## Közvetítő csatornák
- Ausztria — ORF 2
- Bulgária — BNT
- Finnország — YLE TV1
- Franciaország — France Télévisions
- Horvátország — HRT
- Lettország — LTV
- Litvánia — LRT
- Németország — ARD/WDR